# Максимир (стадіон)
«Максимир» (хорв. Maksimir) — футбольний стадіон у місті Загреб, найбільша спортивна арена Хорватії. Названий на честь однойменного району, в якому і розташований. Домашній стадіон загребського «Динамо». Один зі стадіонів, який приймає домашні матчі збірної Хорватії з футболу.

## Історія

### 1911—1948 роки
Восени 1911 року почалися підготовчі роботи з перетворення Максимирських лугів на футбольне поле. У січні 1912 року було прийнято попередній проєкт і затверджено перший кошторис будівельних робіт. 1 лютого 1912 року було розпочато земельні роботи, а вже 5 травня 1912 року у загребському районі Максимир було офіційно відкрито стадіон і зіграно перший матч. Пізніше була зведена трибуна і бігова доріжка.
Тоді на стадіоні тренувався і грав футбольний клуб «Граджанський», а з 1948 року він став домашньою ареною для найтитулованішого хорватського клубу — загребського «Динамо».

### 1948—1999 роки
Після 1948 року була зведена будівля, насипи для стояння та невелика трибуна з західного боку. Загалом зведення трибун почалося у 1952 році за проєктом Владіміра Туріна, Евгена Ерліха та Франьо Нейдарта. В 1954 році були завершені бігові доріжки та західна трибуна, північна трибуна була добудована у 1955 році, а разом з нею і західний вхід, квиткові каси та огорожа навколо стадіону. У 1961 році на стадіоні встановили освітлення і завершили зведення східної трибуни. Зведення південної трибуни тривало чотири роки: з 1964 до 1968. Після цього стадіон почав вміщувати 64 000 глядачів. У 1974 році стару систему освітлення замінили новою.
Загалом за більше ніж сто років своєї історії стадіон декілька разів підлягав реконструкції. Восени 1997 року на південній і східній трибунах встановили сидіння, а під час «косметичного ремонту» у 1998 році була знесена стара північна трибуна, а на її місці побудована нова комфортніша трибуна, яка може вмістити 10 965 глядачів.
13 травня 1990 саме на цьому стадіоні відбувся сумнозвісний «матч ненависті», коли сербські футбольні фанати на чолі з відомим кримінальним авторитетом Жельком Ражнатовичем за бездіяльності поліції атакували хорватських вболівальників, що закінчився масовими заворушеннями й сотнею поранених.
З 1998 року нову північну трибуну з боку Максимирської дороги прикрашає скляна стіна площею 15 000 квадратних метрів і довжиною 200 метрів, за якою розмістились комерційні приміщення. Також, відповідно до приписів УЄФА, за якими глядацькі місця можуть бути тільки сидячими, на східній трибуні, де ще залишались деякі стоячі місця, було встановлено сидіння. У серпні 1999 року було завершено оновлення західної трибуни з 12 600 глядацькими місцями та створено VIP-ложу на 718 місць, включаючи президентську ложу та 18 боксів. Цим було завершено 80 % від запланованих робіт.
На сьогодні загальна місткість стадіону становить трохи більш як 35 000 місць. Сидіння на «Максимирі» виконані у синьому кольорі.

### Реконструкція 2011 року
Під час останньої реконструкції стадіон пережив декілька серйозних змін. Трохи більше місяцю знадобилося для того, щоб замінити дренажну систему та постелити новий газон з підігрівом та системою автоматичного поливу, замінити покриття бігових доріжок та покрити брезентом цегляні стіни під трибунами. Також було замінено сидіння на всіх чотирьох трибунах, зведено простір для людей з інвалідністю, покращено пресцентр та ложі для журналістів, створено нову VIP-ложу та відремонтовано всі ложі на західній трибуні.
Подбали і про зовнішній вигляд стадіону: було пофарбовано всі сходи та огорожі, а також на східній, північній і західній трибунах за допомогою білих сидінь було створено напис «gnk dinamo».

### Нереалізовані плани
У 2000-их роках було затверджено план реконструкції стадіону, відповідно якому передбачалося зниження рівня газону і добудова секторів на місці бігових доріжок, що мало б збільшити місткість арени на 16 000 місць, а після добудови південної трибуни загальна місткість стадіону мала б досягти 60 000 місць. Після завершення всіх робіт Максимір мав би перетворитися на виключно футбольний стадіон за взірцем подібних європейських споруд, що б дозволило претендувати на проведення фінальних матчів європейських кубків. Під південною трибуною мали б з'явитися робочі простори для керівництва клубу, велика зала для трофеїв, Динамівська футбольна школа, нові роздягальні, кімнати для тренерів, тренажерний зал, фешенебельний ресторан та готель на 46 місць, в якому в майбутньому мали б зупинятися делегації гостюючих команд. Також мала б з'явитися будівля, яка б з'єднувала західну і північну трибуни. Після виконання всіх запланованих робіт Максимір мав би відповідати всім приписам УЄФА для проведення матчів Ліги чемпіонів і став би одним з найкращих стадіонів у центральній та східній Європі.
Але через нестачу коштів та час цей проєкт так і не було реалізовано.

## Опис стадіону
Чашу стадіону утворюють чотири трибуни з назвами Північ, Схід, Захід і Південь. Всі глядацькі місця сидячі. Під час реконструкції 2011 року були покращені умови для глядачів: встановлені нові зручніші сидіння та збільшена відстань між ними для більшого комфорту. В майбутньому передбачається побудова накриття над частиною трибун.
Поле стадіону покрите натуральним газоном розмірами 105 х 68 метрів. Поряд з ареною знаходяться тренувальні поля.
Також в будівлі стадіону розміщені ложа «Максимир» і «Синій салон» (Plavi salon), які використовуються для проведення урочистостей та ділових зустрічей. Зі східного боку ложі «Максимир» відкривається вид на газон стадіону, а з західної — вид на місто.
Місця без накриття:
- Верхня північна трибуна: 4 510
- Нижня північна трибуна: 4 950
- Верхня західна трибуна: 5 101
- Нижня західна трибуна: 6 369
- Східна трибуна: 9 514
- Південна трибуна: 3 931

Місця під накриттям:
- Ложі верхньої західної трибуни: 748
- Верхня частина нижньої північної трибуни: 300

Загальна місткість стадіону: 35 123

## Музичні події
Окрім матчів на стадіоні «Максимир» проводилися деякі з найбільш відомих концертів в Хорватії. У 1990 році свій концерт в рамках світового турне «Sound and Vision» тут відіграв Девід Боуї. У 2009 році на стадіоні відбувся великий концерт групи U2, а у 2011 році тут виступала група Bon Jovi. Також свій концерт на «Максимирі» відіграв і Марко Перкович Томпсон.

## Галерея

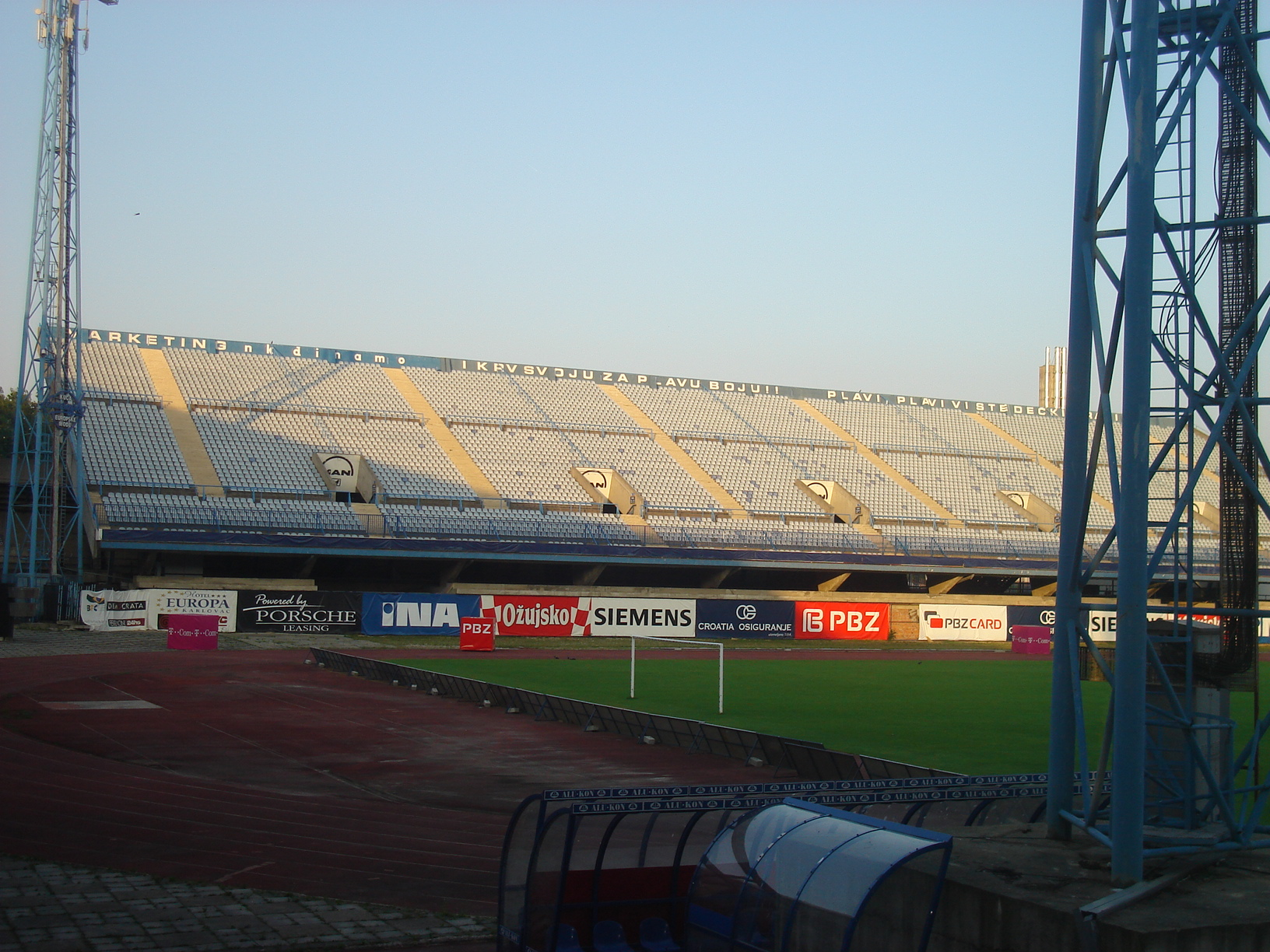
Східна трибуна
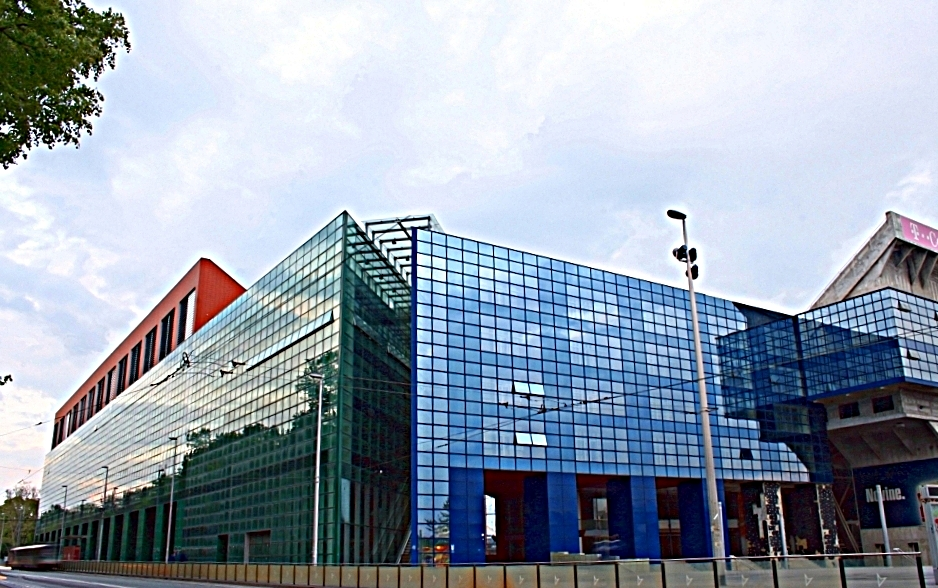
Вигляд ззовні
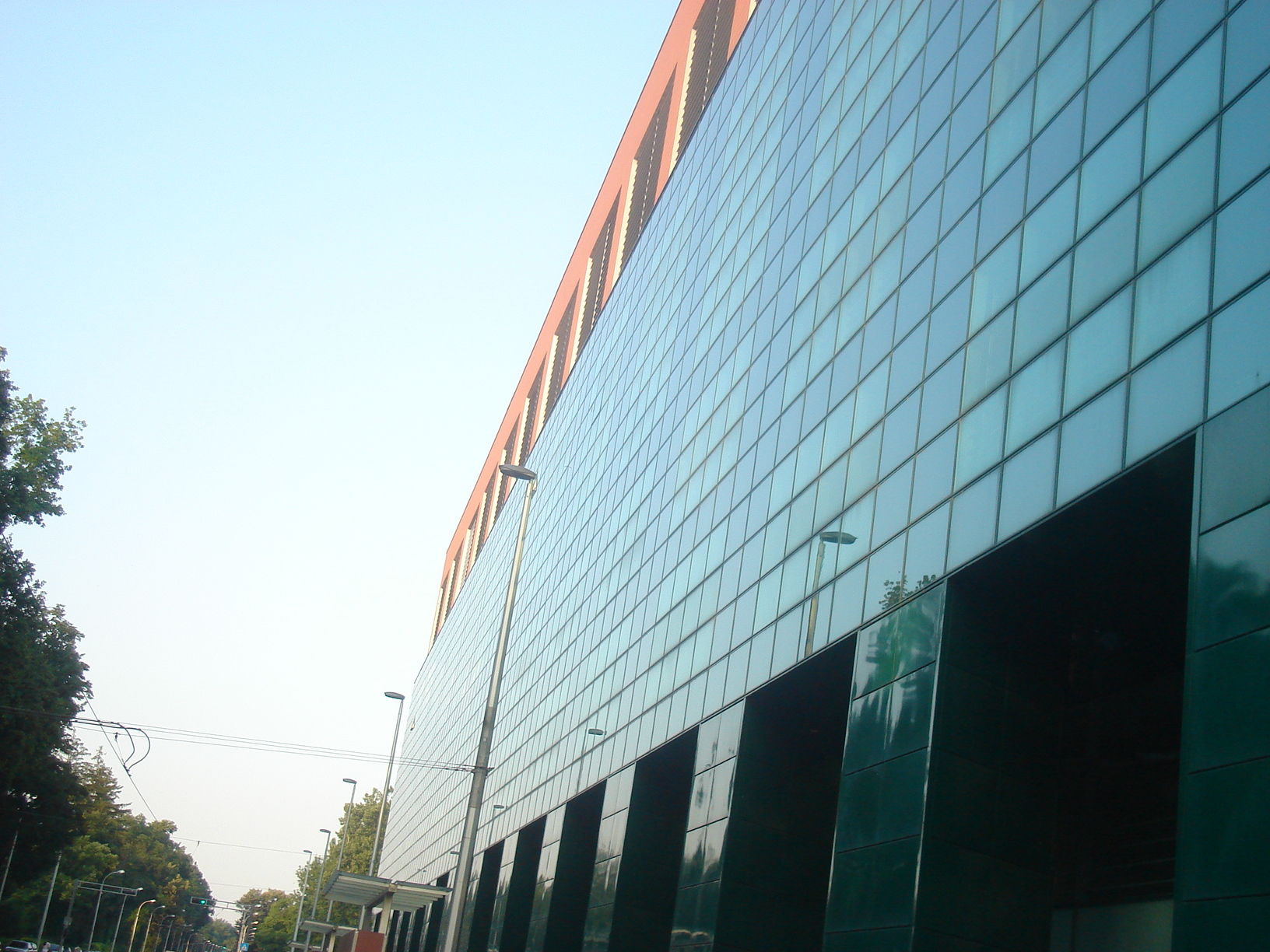
Вигляд з Максимирської дороги
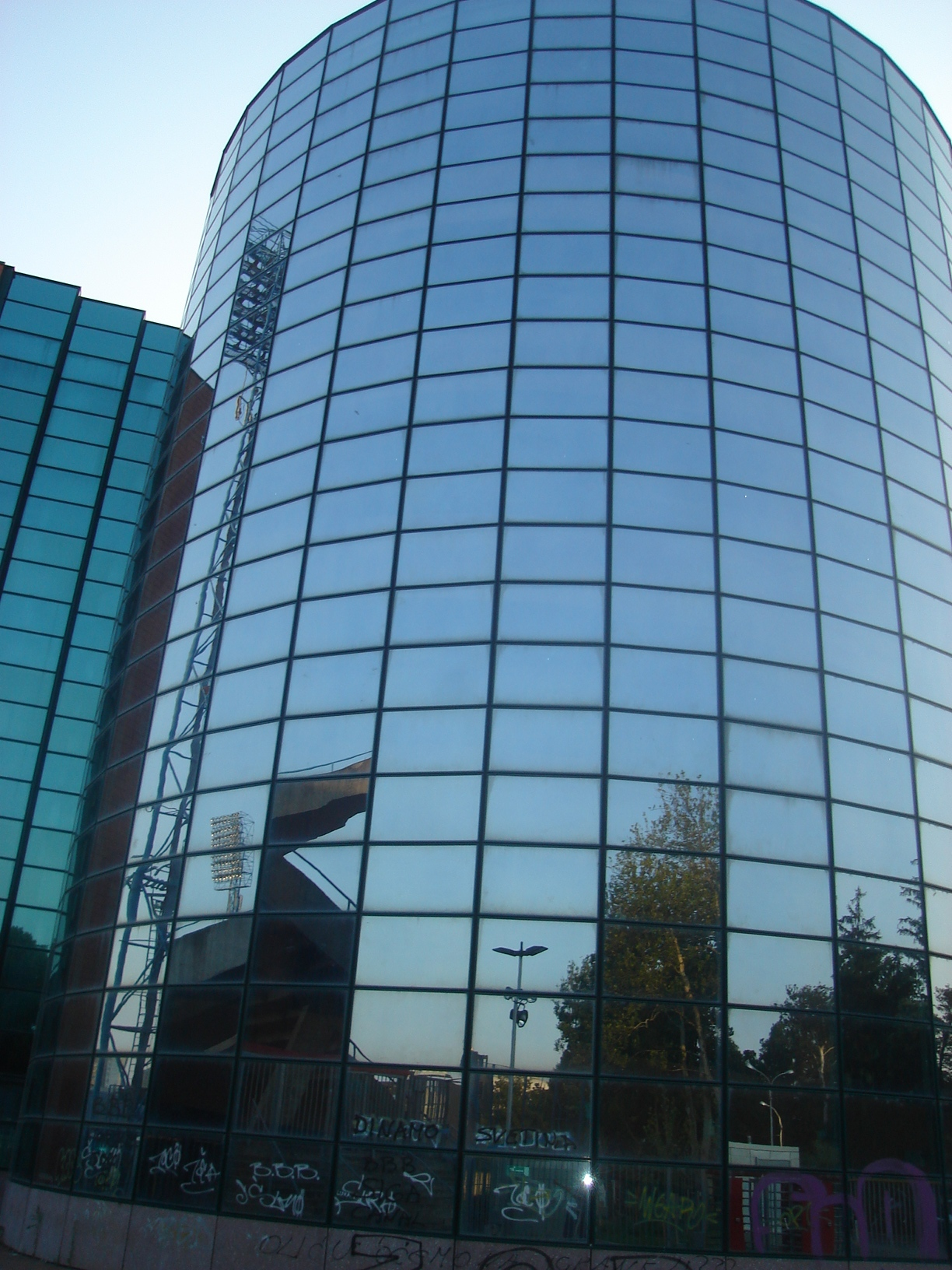
Північна вежа
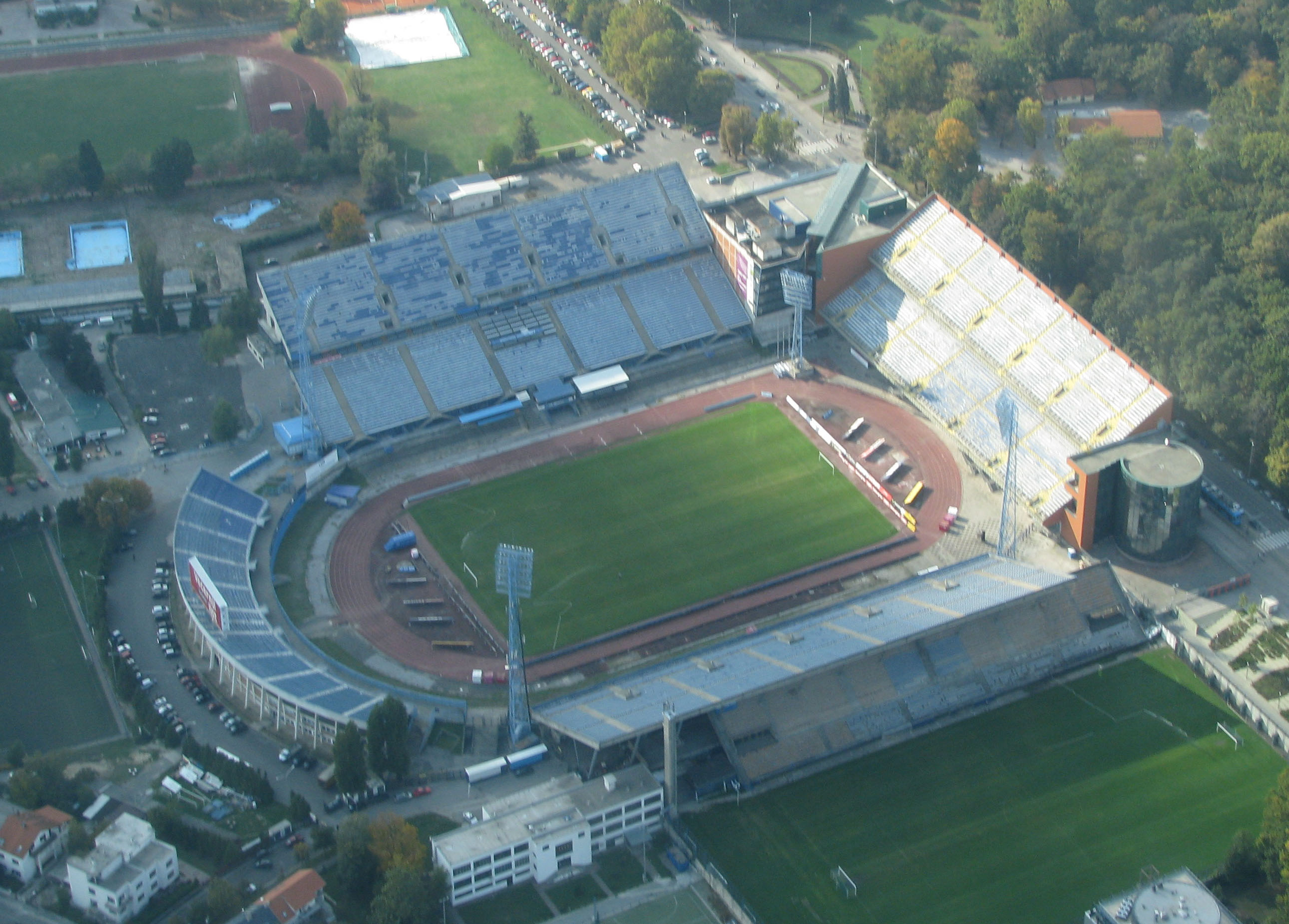
Вигляд з повітря
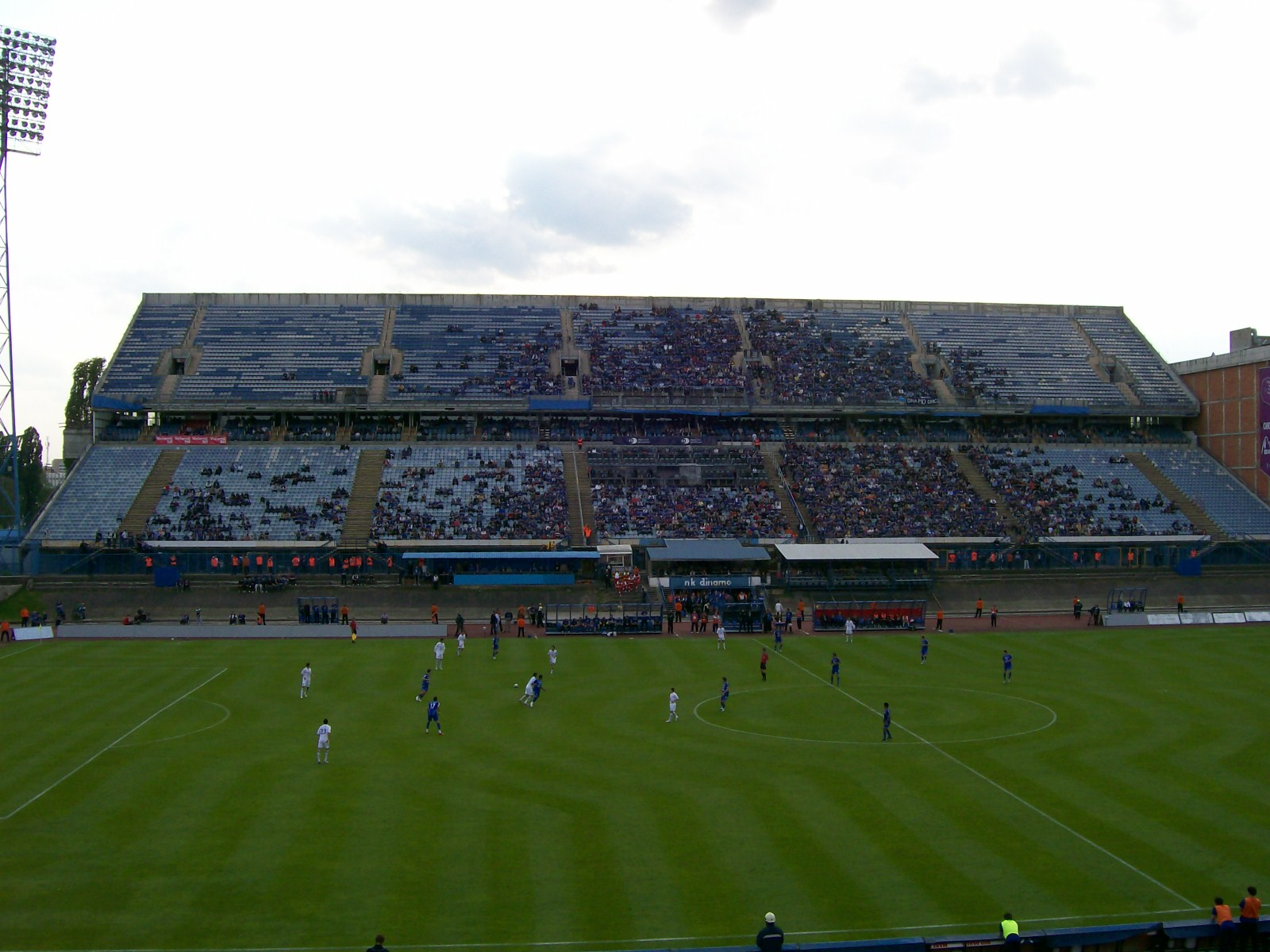
Газон і західна трибуна, 2008 рік